# Knautien-Sandbiene
Die Knautien-Sandbiene (Andrena hattorfiana) ist eine Sandbiene aus der Familie der Andrenidae.

## Merkmale

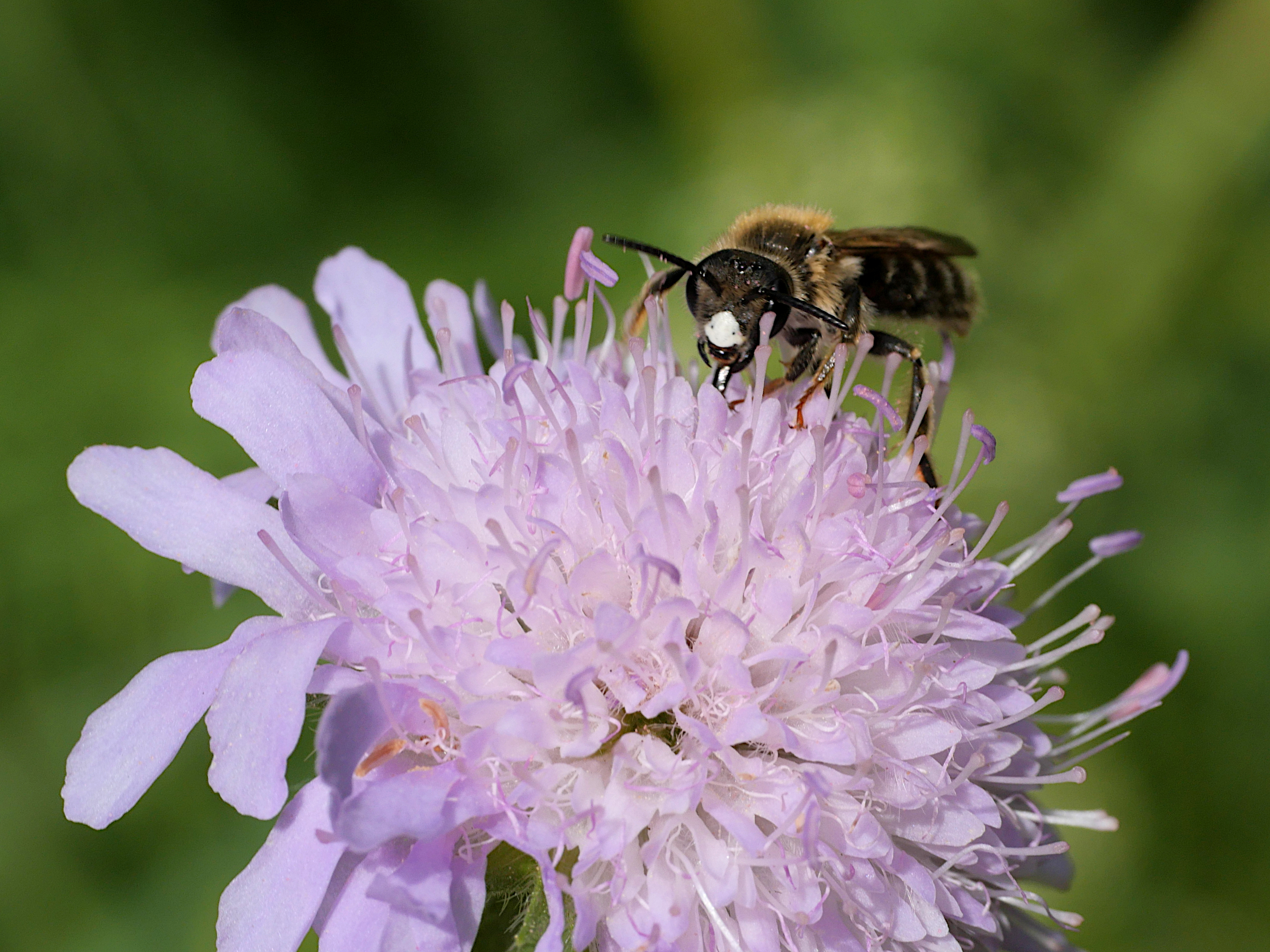
Männchen der Knautien-Sandbiene auf einer Acker-Witwenblume

Diese Sandbiene wird 13 bis 16 Millimeter lang. Die Weibchen haben, genau wie Weibchen anderer Arten aus derselben Gattung, stark behaarte Hinterbeine und eine Hüftlocke (Floccus) aus gebogenen Haaren am Hinterbein. Der übrige Körper ist dunkel mit spärlicher heller Behaarung. Das zweite und manchmal auch das erste Segment des Hinterkörpers sind rot. Es gibt auch völlig schwarze Exemplare. Die Männchen sind schlanker und haben eine stärkere Behaarung, vor allem in der Mitte. Die rote Färbung des hinteren Körpers kommt bei Männchen seltener vor.

## Verbreitung und Gefährdung
Die Knautien-Sandbiene kommt in weiten Teilen Europas und Nordafrikas vor. In manchen Gegenden ist die Art verschwunden aufgrund von Überdüngung und Einsatz von Unkrautbekämpfungsmitteln. In Deutschland, Großbritannien, Finnland, Norwegen und Schweden wurde die Art in die nationale Rote Liste gefährdeter Arten aufgenommen.

## Lebensweise
Diese Sandbiene lebt solitär und bildet keine Kolonien. Die Weibchen legen Nester in der Erde an, in deren Zellen die Eiablage erfolgt. Knautien-Sandbienen paaren sich von Mitte Juni bis Mitte August. Bei der Nahrung ist diese Art spezialisiert auf Pollen der Acker-Witwenblume (Knautia arvensis) und der Tauben-Skabiose (Scabiosa columbaria), darum kommt diese Sandbiene nur in Bereichen vor, wo diese Pflanzen wachsen, also auf Wiesen und an Feld- und Waldrändern. Der Pollen wird in den Zellen des Nestes als Nahrung für die Larven gespeichert.

## Wildbiene des Jahres 2017
Die Knautien-Sandbiene wurde vom Arbeitskreis Wildbienen-Kataster zur Wildbiene des Jahres 2017 gewählt.